# Interface Inc.
Interface Inc. (NASDAQ: IFSIA) mit Sitz in Atlanta/USA ist ein börsennotierter US-amerikanischer Hersteller von textilen, modularen Bodenbelägen (Teppichfliesen), elastischen Bodenbelägen (LVT) und Nora Kautschuk-Bodenbelägen.

## Hintergrund
Das Unternehmen wurde 1973 von Ray Anderson in LaGrange, Georgia unter dem Namen InterfaceFLOR gegründet, nachdem er den Bedarf an flexiblen Bodenbelägen im Bürobereich erkannt hatte. 1987 übernahm Interface das niederländische Traditionsunternehmen Heuga, dessen Teppichfliesen weltweit als das Original gelten. In der Folge wurde Interface zum globalen Marktführer in der Entwicklung und Herstellung von textilen modularen Bodenbelägen.
Seit 1994 bekennt sich das Unternehmen mit der „Mission Zero“ zu nachhaltigem Handeln. Interface-Gründer Ray Anderson erklärte öffentlich, dass Interface alle durch das Unternehmen verursachten negativen Auswirkungen auf die Umwelt bis zum Jahr 2020 eliminieren wird – heute ist man diesem Ziel entscheidend nähergekommen und Nachhaltigkeit ist ein zentraler Baustein der Unternehmenskultur von Interface. Interface ist in den Bereichen Nachhaltigkeit, Design und Innovation global führend und arbeitet mit vollem Einsatz für eine bessere Zukunft. In den vergangenen 25 Jahren konnte Interface signifikante Verbesserungen bei allen wichtigen Nachhaltigkeitskennzahlen sowohl intern als auch in der gesamten Lieferkette verzeichnen. Und das Unternehmen hat auf seinem Weg noch weitere Partner gewinnen und für seine Ziele begeistern können.
Das Unternehmen hat sich mit Hinblick auf das Jahr 2020 seinem neuen Nachhaltigkeitsprogramm Climate Take Back verschrieben, das eine Umkehr der globalen Erwärmung bewirken will.